# 瓦策拉特
瓦策拉特是德国莱茵兰-普法尔茨州的一个市镇。总面积4.62平方公里，总人口414人，其中男性197人，女性217人（2011年12月31日），人口密度90人/平方公里。